# Världsmästerskapen i konståkning 2017
Världsmästerskapen i konståkning 2017 ägde rum den 29 mars–2 april i Hartwall Arena i Helsingfors. Tävlingarna var de 107:e i ordningen och arrangerades av ISU. Det tävlades i fyra grenar – männens singelåkning, kvinnornas singelåkning, paråkning och isdans.

## Deltagare

### Länder som fick delta med mer än en konståkare, baserat på VM-resultaten från 2016
| Antal                                                            | Herrar                                    | Damer              | Par                                 | Isdans                          |
| ---------------------------------------------------------------- | ----------------------------------------- | ------------------ | ----------------------------------- | ------------------------------- |
| 3                                                                | Japan                                     | Ryssland USA Japan | Kanada Ryssland                     | Frankrike USA Kanada            |
| 2                                                                | Spanien Kina Ryssland Kanada Tjeckien USA | Kanada Kina        | Kina Tyskland USA Frankrike Italien | Italien Storbritannien Ryssland |
| Om inget annat anges här ovan, tilläts endast en åkare per land. |                                           |                    |                                     |                                 |

## Resultat
| Disciplin | Guld                           | Silver                                          | Brons                                      | Detaljer |
| Herrar    | Yuzuru Hanyu (JPN)             | Shoma Uno (JPN)                                 | Jin Boyang (CHN)                           | Resultat |
| Damer     | Jevgenija Medvedeva (RUS)      | Kaetlyn Osmond (CAN)                            | Gabrielle Daleman (CAN)                    | Resultat |
| Paråkning | Kina Sui Wenjing Han Cong      | Tyskland Aliona Savchenko Bruno Massot          | Ryssland Evgenia Tarasova Vladimir Morozov | Resultat |
| Isdans    | Kanada Tessa Virtue Scott Moir | Frankrike Gabriella Papadakis Guillaume Cizeron | USA Maia Shibutani Alex Shibutani          | Resultat |